# Романівка (Ольховський район)
Романівка (рос. Романовка) — село у Ольховському районі Волгоградської області Російської Федерації.
Населення становить 543 особи. Входить до складу муніципального утворення Романовське сільське поселення.

## Історія
Населений пункт розташований у межах українського історичного та культурного регіону Жовтий Клин.
Населений пункт заснований 1824 року.
Згідно із законом від 24 грудня 2004 року № 978-ОД органом місцевого самоврядування є Романовське сільське поселення.

## Населення
| 2010 |
| ---- |
| 543  |